# Josep Maria Lladó
José o Josep Maria Lladó i Figueres fue un periodista y humorista gráfico español, fallecido en 1996.

## Biografía
Durante la Segunda República Española, José María Lladó fue Jefe de Prensa de la Generalidad de Cataluña.
En los años cincuenta, trabajó en "Tele/eXprés". También formó parte del equipo de redacción de Editorial Bruguera y colaboró con "La Olla" y del primer "Tío Vivo".